# Mont Bébour
Le Mont Bébour est un fromage au lait de vache à pâte molle produit à La Réunion. Son nom renvoie à la forêt de Bébour, une forêt de cette île du sud-ouest de l'océan Indien.